# Moskauer Energetisches Institut
Das Moskauer Energetisches Institut (russisch Московский Энергетический Институт) ist eine 1930 gegründete Technische Universität in Moskau. An ihm studieren gegenwärtig ca. 15.000 Studenten in den Bereichen Energietechnik, Elektrotechnik, Kommunikationstechnik und Informationstechnik.

## Geschichte
Die Universität wurde 1930 von der elektrotechnischen Fakultät der Technischen Universität Moskau ausgegründet. Der Wirtschaftsrat der Sowjetunion wollte dadurch die Kompetenzen aus dem Bereich Elektrotechnik bündeln und an der neuen Hochschule mehr Ingenieure ausbilden, um den steigenden Bedarf der Industrie an qualifizierten Fachkräften zu decken. 1932 wurde das Institut in sechs Schulen mit verschiedenen Fachrichtungen umgegliedert. In den folgenden Jahren kamen zusätzliche Institute an die Hochschule, die neue Fachgebiete wie Automatisierungstechnik oder Informationstechnik abdeckten. Im Jahre 2000 erhielt das Institut den Status einer Technischen Universität.

## Organisation
Die Universität besteht aus folgenden Instituten:
- Institut für Automatisierung und Rechentechnik
- Institut für Effizienz in der Energietechnik
- Institut für Kommunikationstechnik und Elektronik
- Institut für Kernenergie und Wärmetechnik
- Institut für Elektrische Energietechnik
- Institut für Elektrotechnik
- Institut für Energiemaschinenbau und Mechanik
- Institut für Technologie, Volks- und Betriebswirtschaft
- Institut für Linguistik
- Russisch-Deutsches Institut für Betriebswirtschaftslehre und Industrielle Automation "MEI-FESTO"
- Institut für Business Security

## Partneruniversitäten
- Egyptian Russian University[6]

## Persönlichkeiten

### Direktoren, Rektoren
- Boris Wladimirowitsch Lossew (Oktober 1930–Februar 1931)
- P. A. Archipow (Februar 1931–Juli 1931)
- A. N. Mochow (Juli 1931–Mai 1932)
- M. M. Stabler (Mai 1932–Februar 1933)
- Iwan Iwanowitsch Dudkin (Februar 1933–15. Oktober 1941)
- G. N. Petrow (Dezember 1941–Januar 1943)
- W. A. Golubzowa (3. Juni 1943–4. Januar 1952)
- M. G. Tschilikin (4. April 1952–16. Februar 1976)
- W. A. Grigorjew (17. Februar 1976–6. Februar 1985)
- I. N. Orlow (10. April 1985–16. April 1990)
- J. W. Ametistow (29. April 1990–Juni 2005)
- S. W. Serebrjannikow (Juni 2005–13. März 2013)
- N. D. Rogaljow (15. März 2013–)

### Dozenten
- Boris Alexandrow (1889–1973), Wasserbau
- Jewgeni Ametistow (* 1940), Kryotechnik
- Wiktor Brodjanski (1919–2009), Physikalische Chemie
- Wladimir Kirillin (1913–1999), Thermodynamik
- Juri Kobsarew (1905–1992), Radartechnik
- Wladimir Alexandrowitsch Kotelnikow (1908–2005), Funktechnik und Informationstheorie
- Wiktor Kulebakin (1891–1970), Elektrische Apparate
- Olga Martynowa (1916–2002), Chemie
- Pjotr Sergejewitsch Schdanow (1903–1949), Elektrizitätsnetze und -systeme
- Alexander Scheindlin (1916–2017), Thermodynamik
- Walentin Andrejewitsch Wenikow (1912–1988), Elektrische Energietechnik
- Michail Wukalowitsch (1898–1969), Thermodynamik

### Absolventen
- Nikolai Wladimirowitsch Astachow (1921–2001), russischer Wissenschaftler auf dem Gebiet der Akustik
- Roman Iwanowitsch Awdejew (* 1967), russischer Investor und Manager
- Juri Matwejewitsch Bajakowski (1937–2014), sowjetisch-russischer Informatiker und Hochschullehrer
- Li Peng (1928–2019), Ministerpräsident der Volksrepublik China von 1987 bis 1998
- Ion Iliescu (1930–2025), 1989 bis 1996 und 2000 bis 2004 Staatspräsident Rumäniens
- Wiktor Olegowitsch Pelewin (* 1962), russischer Schriftsteller
- Boris Nikolajewitsch Petrow (1913–1980), sowjetischer Kybernetiker
- Sergei Wladimirowitsch Semenichin (1944–2019), sowjetisch-russischer Informatiker
- Sergei Jewgenjewitsch Treschtschow (* 1958), russischer Kosmonaut